# Liste der denkmalgeschützten Objekte in Riegersburg (Steiermark)
Die Liste der denkmalgeschützten Objekte in Riegersburg enthält die 35 denkmalgeschützten, unbeweglichen Objekte der österreichischen Gemeinde Riegersburg im steirischen Bezirk Südoststeiermark.

## Denkmäler
| Foto |                 | Denkmal                                                                                          | Standort                                                  | Beschreibung | Metadaten |
| ---- | --------------- | ------------------------------------------------------------------------------------------------ | --------------------------------------------------------- | --- | --- |
| ja   | Datei hochladen | Bauernhaus, Huberhof HERIS-ID: 61225 Objekt-ID: 73636                                            | Altenmarkt b.R 36 Standort KG: Altenmarkt bei Riegersburg | | BDA-Hist.: Q38094956 Status: § 2a Stand der BDA-Liste: 2025-06-30 Name: Bauernhaus, Huberhof GstNr.: 875 Bauernhaus Huberhof (Riegersburg)                                          |
| ja   | Datei hochladen | Kapelle HERIS-ID: 61208 Objekt-ID: 73618                                                         | Altenmarkt b.R 75 Standort KG: Altenmarkt bei Riegersburg | | BDA-Hist.: Q38094876 Status: § 2a Stand der BDA-Liste: 2025-06-30 Name: Kapelle GstNr.: 145/5 Kapelle in Altenmarkt (Riegersburg)                                                   |
| ja   | Datei hochladen | Pfarrhof HERIS-ID: 31066 Objekt-ID: 27991                                                        | Breitenfeld 1 Standort KG: Breitenfeld                    | Der Pfarrhof aus dem Jahre 1740 wurde 1962 renoviert. | BDA-Hist.: Q37940037 Status: § 2a Stand der BDA-Liste: 2025-06-30 Name: Pfarrhof GstNr.: .19                                                                                        |
| ja   | Datei hochladen | Wegkapelle HERIS-ID: 31037 Objekt-ID: 27959                                                      | gegenüber Breitenfeld 17 Standort KG: Breitenfeld         | Die Straßenkapelle von 1866 präsentiert eine Figur des Christus Salvators aus der 2. Hälfte des 17. Jahrhunderts. | BDA-Hist.: Q37939837 Status: § 2a Stand der BDA-Liste: 2025-06-30 Name: Wegkapelle GstNr.: 1493/11                                                                                  |
| ja   | Datei hochladen | Kath. Pfarrkirche Zum Heiland HERIS-ID: 31063 Objekt-ID: 27987                                   | bei Breitenfeld 1 (Pfarrhof) Standort KG: Breitenfeld     | Die Pfarrkirche ist ein stattlicher hochbarocker Bau und wurde 1681–1698 als Pestwallfahrtskirche errichtet. Das geräumige Langhaus ist vierjochig, der eingezogene Chor zweijochig. An der Südseite steht ein quadratischer Turm mit Pyramidendach. Die bemerkenswerte Einrichtung stammt aus der Zeit von 1707 bis 1729.                  | BDA-Hist.: Q20744324 Status: § 2a Stand der BDA-Liste: 2025-06-30 Name: Kath. Pfarrkirche Zum Heiland GstNr.: .16 Salvator Church (Breitenfeld an der Rittschein)                   |
| ja   | Datei hochladen | Mariensäule HERIS-ID: 31064 Objekt-ID: 27988                                                     | bei Breitenfeld 1 (Pfarrhof) Standort KG: Breitenfeld     | | BDA-Hist.: Q37940000 Status: § 2a Stand der BDA-Liste: 2025-06-30 Name: Mariensäule GstNr.: 1493/3                                                                                  |
| ja   | Datei hochladen | Meierhof Schloss Kornberg HERIS-ID: 60623 Objekt-ID: 72942seit 2018                              | Dörfl 1 Standort KG: Kornberg                             | | BDA-Hist.: Q105645911 Status: Bescheid Stand der BDA-Liste: 2025-06-30 Name: Meierhof Schloss Kornberg GstNr.: 27/1                                                                 |
| ja   | Datei hochladen | Stallgebäude Schloss Kornberg HERIS-ID: 113096 Objekt-ID: 131325seit 2018                        | bei Dörfl 1 Standort KG: Kornberg                         | | BDA-Hist.: Q105646916 Status: Bescheid Stand der BDA-Liste: 2025-06-30 Name: Stallgebäude Schloss Kornberg GstNr.: 27/1                                                             |
| ja   | Datei hochladen | Schloss Kornberg HERIS-ID: 37253 Objekt-ID: 36343                                                | Dörfl 2 Standort KG: Kornberg                             | Die heute zweigeschoßige Schlossanlage mit Nebengebäuden enthält einen sehenswerten Renaissance-Innenhof, der mit vier Türmen verstärkt ist. | BDA-Hist.: Q2241912 Status: Bescheid Stand der BDA-Liste: 2025-06-30 Name: Schloss Kornberg GstNr.: .1 Schloss Kornberg                                                             |
| ja   | Datei hochladen | Stall HERIS-ID: 60619 Objekt-ID: 72938                                                           | gegenüber Dörfl 2 Standort KG: Kornberg                   | | BDA-Hist.: Q38092496 Status: Bescheid Stand der BDA-Liste: 2025-06-30 Name: Stall GstNr.: .6 Schloss Kornberg                                                                       |
| ja   | Datei hochladen | Pavillon/Gartenhaus HERIS-ID: 60620 Objekt-ID: 72939                                             | bei Dörfl 2 Standort KG: Kornberg                         | | BDA-Hist.: Q38092508 Status: Bescheid Stand der BDA-Liste: 2025-06-30 Name: Pavillon/Gartenhaus GstNr.: .2 Schloss Kornberg                                                         |
| ja   | Datei hochladen | Ortskapelle HERIS-ID: 60627 Objekt-ID: 72946                                                     | Schützing Standort KG: Kornberg                           | | BDA-Hist.: Q38092534 Status: § 2a Stand der BDA-Liste: 2025-06-30 Name: Ortskapelle GstNr.: .313 Ortskapelle Schützing                                                              |
| ja   | Datei hochladen | Figur hl. Johannes Nepomuk HERIS-ID: 60629 Objekt-ID: 72948                                      | Standort KG: Kornberg                                     | | BDA-Hist.: Q38092547 Status: § 2a Stand der BDA-Liste: 2025-06-30 Name: Figur hl. Johannes Nepomuk GstNr.: 2234/1                                                                   |
| ja   | Datei hochladen | Ortskapelle HERIS-ID: 61203 Objekt-ID: 73613                                                     | bei Krennach 2 Standort KG: Krennach                      | | BDA-Hist.: Q38094849 Status: § 2a Stand der BDA-Liste: 2025-06-30 Name: Ortskapelle GstNr.: .20/1 Ortskapelle Krennach                                                              |
| ja   | Datei hochladen | Wegkapelle HERIS-ID: 61233 Objekt-ID: 73645                                                      | bei Lembach b.R 83 Standort KG: Lembach bei Riegersburg   | | BDA-Hist.: Q38094990 Status: § 2a Stand der BDA-Liste: 2025-06-30 Name: Wegkapelle GstNr.: .78 Wegkapelle Unterlembach                                                              |
| ja   | Datei hochladen | Kath. Filialkirche Herz Jesu HERIS-ID: 60643 Objekt-ID: 72962                                    | Lödersdorf I Standort KG: Lödersdorf                      | | BDA-Hist.: Q38092621 Status: § 2a Stand der BDA-Liste: 2025-06-30 Name: Kath. Filialkirche Herz Jesu GstNr.: .101 Kath. Filialkirche Herz Jesu (Lödersdorf)                         |
| BW   | Datei hochladen | Hügelgräber Hofwald HERIS-ID: 46491 Objekt-ID: 48559                                             | Hofwald Standort KG: Lödersdorf                           | | BDA-Hist.: Q38022012 Status: Bescheid Stand der BDA-Liste: 2025-06-30 Name: Hügelgräber Hofwald GstNr.: 1405, 1403                                                                  |
| BW   | Datei hochladen | Hügelgräber Unterkornbach HERIS-ID: 46490 Objekt-ID: 48558                                       | Unterkornbach Standort KG: Lödersdorf                     | Es handelt sich um 36 Hügelgräber aus römischer Zeit. | BDA-Hist.: Q38022004 Status: Bescheid Stand der BDA-Liste: 2025-06-30 Name: Hügelgräber Unterkornbach GstNr.: 969/1, 968/1, 968/4                                                   |
| ja   | Datei hochladen | Hochschloss Kronegg HERIS-ID: 61371 Objekt-ID: 73784                                             | Riegersburg 1 Standort KG: Riegersburg                    | Das Hochschloss der Riegersburg stammt im Kern aus dem 13. Jahrhundert, ist jedoch mit Gebäuden aus dem 17. Jahrhundert überbaut. Es ist um zwei längliche Innenhöfe angelegt. Hier befinden sich barocke Prunksäle, insbesondere der von Antonio Solari ausgestaltete Weiße Saal aus dem Jahr 1658.                                        | BDA-Hist.: Q64764980 Status: Bescheid Stand der BDA-Liste: 2025-06-30 Name: Hochschloss Kronegg GstNr.: .1 Burg Riegersburg                                                         |
| ja   | Datei hochladen | Burger- oder Cilli-Tor HERIS-ID: 61377 Objekt-ID: 73790                                          | Riegersburg 3 Standort KG: Riegersburg                    | Teil der Burganlage Riegersburg | BDA-Hist.: Q64764986 Status: Bescheid Stand der BDA-Liste: 2025-06-30 Name: Burger- oder Cilli-Tor GstNr.: .22 Burg Riegersburg                                                     |
| ja   | Datei hochladen | Fischentin-Villa (Wohn- und Wirtschaftsgebäude) HERIS-ID: 45750 Objekt-ID: 47174                 | Riegersburg 11 Standort KG: Riegersburg                   | | BDA-Hist.: Q38017415 Status: Bescheid Stand der BDA-Liste: 2025-06-30 Name: Fischentin-Villa (Wohn-u. Wirtschaftsgebäude) GstNr.: .55/1, .55/2 Villa Fischentin (Riegersburg)       |
| ja   | Datei hochladen | Alter Pfarrhof HERIS-ID: 37373 Objekt-ID: 36499                                                  | Riegersburg 12 Standort KG: Riegersburg                   | Früher stand hier die Magdalenskirche, 1170 erbaut. Um 1830 wurde an der Südseite der Kirche die Magdalenenkapelle angebaut und die Kirche selbst fast ganz abgetragen und zu einem Wohntrakt umgestaltet. Zu Beginn des 20. Jahrhunderts ist das Gebäude vom Hauptpfarrer Leitgeb ausgebaut, wesentlich vergrößert und verschönert worden. | BDA-Hist.: Q37975289 Status: Bescheid Stand der BDA-Liste: 2025-06-30 Name: Alter Pfarrhof GstNr.: 656 Alter Pfarrhof (Riegersburg)                                                 |
| ja   | Datei hochladen | Kath. Pfarrkirche hl. Martin HERIS-ID: 61238 Objekt-ID: 73650                                    | Riegersburg 32, bei Standort KG: Riegersburg              | → Hauptartikel : Pfarrkirche Riegersburg f1 | BDA-Hist.: Q14538505 Status: § 2a Stand der BDA-Liste: 2025-06-30 Name: Kath. Pfarrkirche hl. Martin GstNr.: .72, .71 Pfarrkirche Riegersburg                                       |
| ja   | Datei hochladen | Stadttor, Ortstor HERIS-ID: 61326 Objekt-ID: 73739                                               | Standort KG: Riegersburg                                  | | BDA-Hist.: Q38095438 Status: § 2a Stand der BDA-Liste: 2025-06-30 Name: Stadttor, Ortstor GstNr.: .26 City gate Riegersburg                                                         |
| ja   | Datei hochladen | Persönlichkeitsdenkmal, Rosegger-Denkmal HERIS-ID: 61370 Objekt-ID: 73783                        | Standort KG: Riegersburg                                  | | BDA-Hist.: Q38095667 Status: § 2a Stand der BDA-Liste: 2025-06-30 Name: Persönlichkeitsdenkmal, Rosegger-Denkmal GstNr.: 642                                                        |
| ja   | Datei hochladen | Pulverturm und Wenzelstor HERIS-ID: 61372 Objekt-ID: 73785                                       | Riegersburg 1 Standort KG: Riegersburg                    | Teil der Burganlage Riegersburg | BDA-Hist.: Q64764981 Status: Bescheid Stand der BDA-Liste: 2025-06-30 Name: Pulverturm und Wenzelstor GstNr.: .2, .4 Burg Riegersburg                                               |
| ja   | Datei hochladen | Mittelalterliche Befestigungsanlage und Pferdeschwemme HERIS-ID: 61373 Objekt-ID: 73786          | Riegersburg 1 Standort KG: Riegersburg                    | Teil der Burganlage Riegersburg | BDA-Hist.: Q64764982 Status: Bescheid Stand der BDA-Liste: 2025-06-30 Name: Mittelalterliche Befestigungsanlage und Pferdeschwemme GstNr.: .9/3, 19/1 Burg Riegersburg              |
| ja   | Datei hochladen | Kastellan- und Wirtschaftsgebäude HERIS-ID: 61374 Objekt-ID: 73787                               | Riegersburg 2 Standort KG: Riegersburg                    | Teil der Burganlage Riegersburg | BDA-Hist.: Q64764983 Status: Bescheid Stand der BDA-Liste: 2025-06-30 Name: Kastellan- und Wirtschaftsgebäude GstNr.: .6 Kastellan- und Wirtschaftsgebäude                          |
| ja   | Datei hochladen | Ehemaliges Provianthaus und Keller HERIS-ID: 61375 Objekt-ID: 73788                              | Riegersburg 1 Standort KG: Riegersburg                    | Teil der Burganlage Riegersburg | BDA-Hist.: Q64764984 Status: Bescheid Stand der BDA-Liste: 2025-06-30 Name: Ehemaliges Provianthaus und Keller GstNr.: .10 Burg Riegersburg                                         |
| ja   | Datei hochladen | Pavillon/Gartenhaus, ehemalige Burg Lichtenegg, Umfassungsmauer HERIS-ID: 61376 Objekt-ID: 73789 | Riegersburg 1 Standort KG: Riegersburg                    | Teil der Burganlage Riegersburg | BDA-Hist.: Q64764985 Status: Bescheid Stand der BDA-Liste: 2025-06-30 Name: Pavillon/Gartenhaus, ehemalige Burg Lichtenegg, Umfassungsmauer GstNr.: .11 Burg Riegersburg Gartenhaus |
| BW   | Datei hochladen | Badehaus, Badstübl HERIS-ID: 61401seit 2023                                                      | Riegersburg 1 Standort KG: Riegersburg                    | Teil der Burganlage Riegersburg | BDA-Hist.: Q119231445 Status: Bescheid Stand der BDA-Liste: 2025-06-30 Name: Badehaus, Badstübl GstNr.: 11                                                                          |
| ja   | Datei hochladen | Annen-Tor HERIS-ID: 61380 Objekt-ID: 73793                                                       | Riegersburg 1 Standort KG: Riegersburg                    | Teil der Burganlage Riegersburg | BDA-Hist.: Q64764987 Status: Bescheid Stand der BDA-Liste: 2025-06-30 Name: Annen-Tor GstNr.: .19 Burg Riegersburg                                                                  |
| ja   | Datei hochladen | Lichtenegger-Tor HERIS-ID: 61382 Objekt-ID: 73795                                                | Riegersburg 1 Standort KG: Riegersburg                    | Teil der Burganlage Riegersburg | BDA-Hist.: Q64764988 Status: Bescheid Stand der BDA-Liste: 2025-06-30 Name: Lichtenegger-Tor GstNr.: .13 Burg Riegersburg                                                           |
| ja   | Datei hochladen | Kath. Filialkirche hl. Andreas HERIS-ID: 31015 Objekt-ID: 27931                                  | St. Kind 21, neben Standort KG: St. Kind                  | Die Filialkirche ist ein kleiner spätgotischer Bau vom Anfang des 16. Jahrhunderts mit einem dreijochigen Langhaus und einem einjochigen eingezogenen Chor. Um 1800 erfolgten Umbauten; im Jahr 1808 wurde der quadratische Südturm mit Zwiebelhaube errichtet.                                                                             | BDA-Hist.: Q37939659 Status: § 2a Stand der BDA-Liste: 2025-06-30 Name: Kath. Filialkirche hl. Andreas GstNr.: .109 Kath. Filialkirche hl. Andreas (St. Kind, Riegersburg)          |
| ja   | Datei hochladen | Ortskapelle HERIS-ID: 61200 Objekt-ID: 73610                                                     | Schweinz Standort KG: Schweinz                            | | BDA-Hist.: Q38094823 Status: § 2a Stand der BDA-Liste: 2025-06-30 Name: Ortskapelle GstNr.: .92 Ortskapelle Schweinz                                                                |